# غاري برين
غاري برين (بالإنجليزية: Gary Breen)‏ (مواليد 12 ديسمبر 1973) هو لاعب كرة قدم. يلعب مع منتخب جمهورية أيرلندا لكرة القدم. سبق له أن لعب في كأس العالم لكرة القدم مع منتخب بلاده.

## مسيرته الكروية
لعب غاري برين خلال مسيرته الاحترافية مع 9 أندية في واحد وعشرون موسمًا وسجل خلالها 13 هدفًا ضمن 552 مباراة. ولم يفز بأي موسم بالكأس أو بالدوري.
خاض غاري برين مسيرته مع ميدستون يونايتد في موسم 1991–92 لمدة موسم واحد، مشاركًا في 19 مباراة ولم يسجل أي هدف. ثم انتقل إلى نادي غيلينغهام في موسم 1992–93 ولمدة موسمين، حيث شارك في 51 مباراة ولم يسجل أي هدف أيضًا. لينتقل بعدها إلى نادي بيتربورو يونايتد في موسم 1994–95 ولمدة موسمين، مشاركًا في 69 مباراة سجل خلالها هدفًا واحدًا. ثم انتقل إلى نادي برمنغهام سيتي في موسم 1995–96 ولمدة موسمين، مشاركًا في 40 مباراة سجل خلالها هدفين. هذا وانتقل لاحقًا إلى نادي كوفنتري سيتي في موسم 1996–97 ليلعب معه ستة مواسم، مشاركًا في 146 مباراة سجل خلالها هدفين أيضًا. ثم انتقل بعدها إلى نادي وست هام يونايتد في موسم 2002–03 لمدة موسم واحد، مشاركًا في 14 مباراة ولم يسجل أي هدف. ليعود وينتقل من جديد، لكن هذه المرة إلى نادي سندرلاند في موسم 2003–04 واستمر معه طيلة ثلاثة مواسم، مشاركًا في 107 مباراة سجل خلالها 7 أهداف. لينتقل بعدها إلى نادي وولفرهامبتون واندررز في موسم 2006–07 ولمدة موسمين، مشاركًا في 59 مباراة سجل خلالها هدفًا واحدًا. ثم لعب في نادي بارنت في موسم 2008–09 ولمدة موسمين، مشاركًا في 47 مباراة ولم يسجل أي هدف.

## روابط خارجية
- غاري برين على موقع الاتحاد الدولي (مؤرشف)  (الإنجليزية)
- غاري برين على موقع الاتحاد الأوربي (الإنجليزية)
- غاري برين على موقع قاعدة بيانات كرة القدم.إي يو (الإنجليزية)
- غاري برين على موقع ناشيونال فوتبول تيمز (الإنجليزية)
- غاري برين على موقع Soccerbase.com (لاعب) (الإنجليزية)
- غاري برين على موقع عالم كرة القدم.نت (الإنجليزية)
- غاري برين على موقع كووورة